# Villa Haggenmacher
Le villa Haggenmacher (en hongrois : Haggenmacher-villa) est un édifice situé dans le 12e arrondissement de Budapest.